# Images of Curtis Fuller
Images of Curtis Fuller è un album di Curtis Fuller, pubblicato dalla Savoy Records nel 1960. Il disco fu registrato il 6 e 7 giugno 1960 al Van Gelder Studio di Englewood Cliffs, New Jersey (Stati Uniti).

## Tracce
Brani composti da Curtis Fuller
Lato A
1. Accident – 4:09 – Registrato il 7 giugno 1960
2. Daryl's Minor – 5:30 – Registrato il 7 giugno 1960
3. Be Back Ta-Reckla – 7:12 – Registrato il 7 giugno 1960

Lato B
1. Judyful – 8:55 – Registrato il 7 giugno 1960
2. New Date – 5:02 – Registrato il 6 giugno 1960

Edizione CD del 1996, pubblicato dalla Savoy Jazz Records (CY-78806)
Brani composti da Curtis Fuller
1. Accident – 4:12
2. Darryl's Minor – 5:30
3. Be Back Ta-Reckla – 7:00
4. Judyful – 8:55
5. New Date – 5:00
6. Accident (Take 3) – 4:23 – Bonus Track
7. Darryl's Minor (Take 2) – 6:12 – Bonus Track
8. New Date (Take 1) – 6:25 – Bonus Track

- Brani nr. 1, 2, 3, 4, 6 e 7, registrati il 7 giugno 1960 a Englewood Cliffs, New Jersey
- Brani nr. 5 e 8, registrati il 6 giugno 1960 a Englewood Cliffs, New Jersey

## Musicisti
A1, A2, A3 e B1 / CD - nr. 1, 2, 3, 4, 6 e 7
- Curtis Fuller - trombone, arrangiamenti
- Yusef Lateef - sassofono tenore
- Lee Morgan - tromba
- McCoy Tyner - pianoforte
- Milt Hinton - contrabbasso
- Bobby Donaldson - batteria

B2 / CD - nr. 5 e 8
- Curtis Fuller - trombone, arrangiamenti
- Yusef Lateef - sassofono tenore
- Wilbur Harden - tromba
- McCoy Tyner - pianoforte
- Jimmy Garrison - contrabbasso
- Clifford Jarvis - batteria[3]